# Ивановское (Головинское сельское поселение)
Ивановское — деревня в Угличском районе Ярославской области России. Входит в состав Воздвиженского сельского округа Головинского сельского поселения.

## География
Деревня находится в юго-западной части области, в зоне хвойно-широколиственных лесов, на правом берегу реки Павловки, на расстоянии примерно 12 километров (по прямой) к юго-западу от города Углича, административного центра района. Абсолютная высота — 128 метров над уровнем моря.

### Климат
Климат характеризуется как умеренно континентальный, со сравнительно холодной зимой и относительно тёплым летом. Среднегодовая температура воздуха — 3,2 °C. Средняя температура воздуха самого холодного месяца (января) — −10,8 °C (абсолютный минимум — −46 °C); самого тёплого месяца (июля) — 17,6 °C (абсолютный максимум — 35 °C). Вегетационный период длится около 165—170 дней. Годовое количество атмосферных осадков составляет 600—700 мм, из которых большая часть выпадает в тёплый период. Снежный покров держится в среднем 150 дней.

## История
Время основания церкви в селе Ивановском малом относится к 1791 году, престолов в ней было два: Усекновения Главы Святого Иоанна Предтечи и Сретения Господня. 
В конце XIX — начале XX века село входило в состав Муравьевской волости Мышкинского уезда Ярославской губернии.
С 1929 года деревня входила в состав Прилукского сельсовета Угличского района, в 1980-е годы — в составе Воздвиженского сельсовета, с 2005 года — в составе Головинского сельского поселения.

## Население
| 1859 | 2002 | 2007 | 2010 |
| ---- | ---- | ---- | ---- |
| 16   | ↘0   | →0   | →0   |